# Arhacia combusta
Arhacia combusta är en fjärilsart som beskrevs av Herrich-Schäffer 1854. Arhacia combusta ingår i släktet Arhacia och familjen tandspinnare. Inga underarter finns listade i Catalogue of Life.